# 哈興巴赫河
48°7′12″N 11°37′57.5″E / 48.12000°N 11.632639°E

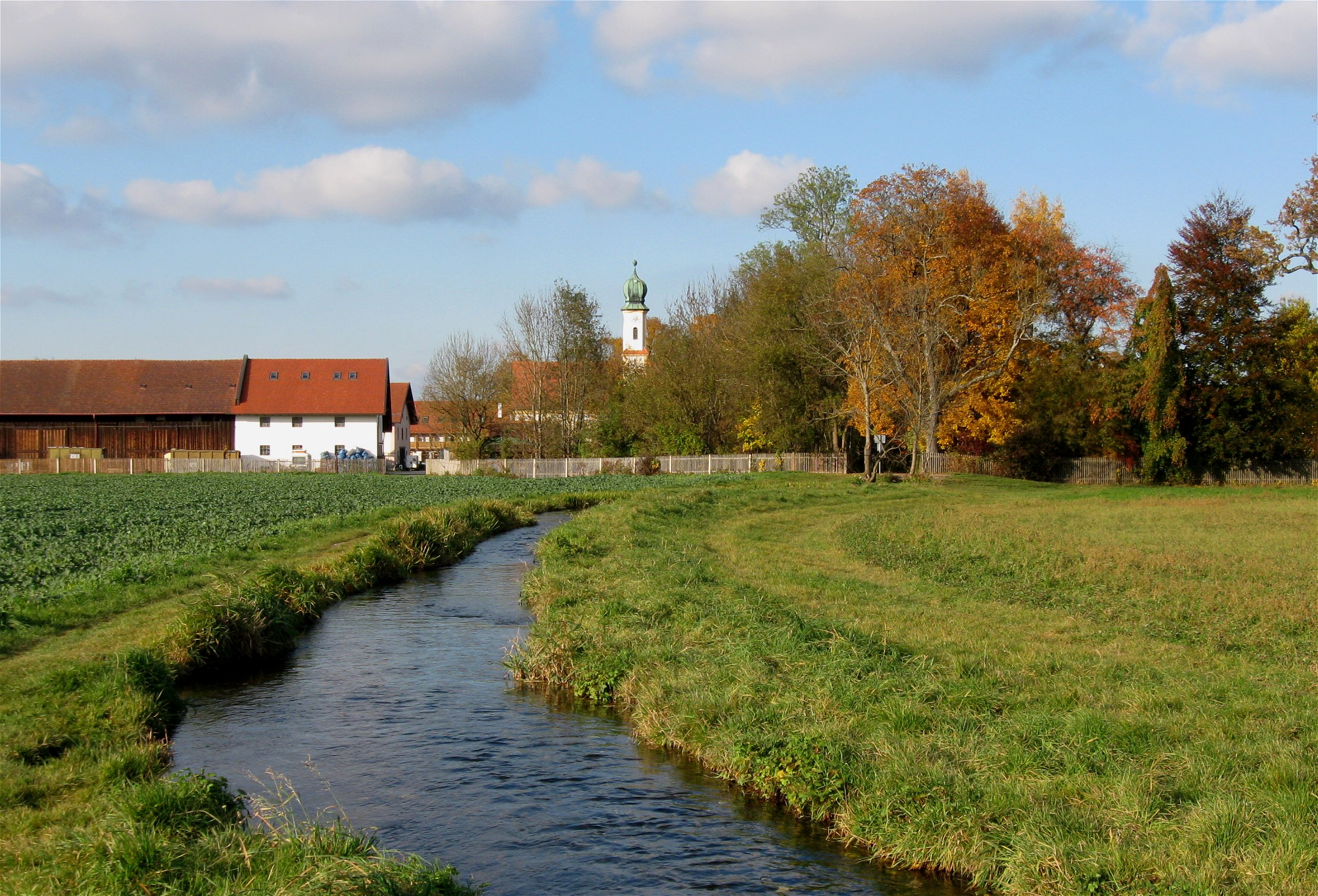

哈興巴赫河是德國的河流，位於該國東南部，由巴伐利亞負責管轄，屬於伊薩爾河的右支流，河道全長12公里，發源自上哈興以北。